# Tibetia yadongensis
Tibetia yadongensis là một loài thực vật có hoa trong họ Đậu. Loài này được H.P.Tsui miêu tả khoa học đầu tiên.